# Folia Historiae Artium
Folia Historiae Artium – rocznik wydawany od 1964 roku przez Oddział Polskiej Akademii Nauk w Krakowie oraz Komisję Historii Sztuki PAU od 1995 (jako Seria Nowa).

## Historia
Poprzednio pismo było wydawane przez Komisję Teorii i Historii Sztuki Oddziału PAN w Krakowie. Po reaktywaniu w 1995 roku PAU wydawane przez Komisję Historii Sztuki PAU jak „Seria Nowa ” bez z nową numeracją. Publikowane są w nim prace naukowe dotyczące zagadnień związanych z historią sztuki.

## Redakcja
Wydawane w latach 1964–1994 tomy 1–20 ukazały się pod redakcją Tadeusza Dobrowolskiego, a 21–30 L. Kalinowskiego. Po 1995 Seria Nowa ukazywała się pod redakcją: tomy 1–6 Lecha Kalinowskiego, 7–12 Adama Małkiewicza, a od tomu 13 W. Bałusa. 